# Ludwig Rotthowe
Ludwig Rotthowe (* 22. Januar 1937 in Telgte; † 18. Oktober 2017 in Warendorf) war ein deutscher Eisenbahnfotograf des 20. Jahrhunderts. Er arbeitete hauptberuflich als Fotograf zunächst in Telgte, später in Münster. Seit 2000 war er im Ruhestand.

## Leben und Wirken als Fotograf
Rotthowe begann 1952 eine Lehre als Fotograf in Telgte, im gleichen Jahr entstanden seine ersten Eisenbahnfotos. Angeregt durch Bildbände anspruchsvoller Landschaftsfotografie sowie durch die Arbeiten der Eisenbahnfotografen Jean-Michel Hartmann und Toni Schneiders entwickelte er seinen eigenen Fotostil. Dabei geht es ihm nicht um einzelne Fahrzeuge, sondern vor allem um die Inszenierung der Eisenbahn in der Landschaft. Rotthowe verwendete frühzeitig Teleobjektive zur Steigerung der Bildaussage.
Rotthowes erste Veröffentlichungen waren Landschaftsaufnahmen in Tageszeitungen. Seit 1964 erschienen auch seine charakteristischen Eisenbahnbilder zunächst in Zeitschriften, später auch in Büchern. Neben zahlreichen Einzelbildern in Fachbüchern zu verschiedenen Eisenbahnthemen erschienen auch fünf eigene Bildbände.

## Bildbände
- Ludwig Rotthowe: Dampflokromantik in Westfalen. EK-Verlag, Freiburg i. Br. (o. J.)
- Ludwig Rotthowe: Dampflokomotiven – 1956–1976. 2. Aufl. Freiburg i.Br. (1977) ISBN 3-88255-213-1
- Ludwig Rotthowe (Fotos) / Wolfgang Fiegenbaum (Texte, Bildredaktion): Mit der Eisenbahn durch Deutschland – Unterwegs mit Diesel- und Elektrolokomotiven der DB. Kohlhammer, Stuttgart/Berlin/Köln/Mainz (1983) ISBN 3-17-008129-2; Spezialausgabe Transpress-Verl., Stuttgart (2000), ISBN 3-613-71130-3
- Ludwig Rotthowe: Auf Schienen durch Westfalen – Meisterfotos der Eisenbahn von 1952 bis 1985. Herausgegeben und erläutert von Jürgen-Ulrich Ebel, Aschendorff, Münster (2008) ISBN 978-3-402-00247-6[2]
- Ludwig Rotthowe: Abenteuer Eisenbahn. Fotografien und Texte. Cargo-Verlag, Groß Schwülper (2018) ISBN 978-3-938693-28-5
- Burkhard Beyer (Hrsg.): Ludwig Rotthowe. Der bekannte Fotograf aus Westfalen (= Alte Meister der Eisenbahn-Photographie). EK-Verlag, Freiburg i. Br. 2022, ISBN 978-3-8446-6229-0